# North Stanwood
North Stanwood é uma Região censo-designada localizada no estado norte-americano de Washington, no Condado de Snohomish.

## Demografia
Segundo o censo norte-americano de 2000, a sua população era de 468 habitantes.

## Geografia
Northwest Stanwood está localizado em 48° 15′ 22″ N, 122° 21′ 01″ O (48.256234, -122.350369).
De acordo com o United States Census Bureau, o CDP tem uma área total de 2.2 milhas quadradas (5.8 quilómetros quadrados), de toda a terra.

## Localidades na vizinhança
O diagrama seguinte representa as localidades num raio de 12 km ao redor de North Stanwood.